# Dahlgrenius marthae
Dahlgrenius marthae är en skalbaggsart som beskrevs av Vienna och Yélamos 1997. Dahlgrenius marthae ingår i släktet Dahlgrenius och familjen stumpbaggar. Inga underarter finns listade i Catalogue of Life.